# إصابة البنكرياس
إصابة البنكرياس (بالإنجليزية: Pancreatic injury)‏ هيَ شكل من أشكال الإصابات التي يتعرض لها البنكرياس، وَيُمكن أن تحدث الإصابة إما عن طريق صدمة قوية حادة مثل حادث سيارة أَو عن طريق قوة مخترقة مثل إصابات الطلق الناري، وَيُعد البنكرياس أحد أقل الأعضاء إصابة في منطقة البطن.

## التَصنيف
تُصنف إصابات البنكرياس وفقاً لمعايير الجمعية الأمريكية لجراحة الإصابات (American Association for the Surgery of Trauma)، وَترتفع درجة الإصابة بمقدار عدد الإصابات في نفس العُضو، والتصنيف كالتالي:
| الدرجة         | ورم دَموي تحت محفظي                                        | التمزُق                                                  |
| -------------- | --------------------------------------------------------- | ------------------------------------------------------- |
| الدرجة الأولى  | كدمة طفيفة دون وقوع إصابات في الأقنية                     | تمزق سطحي دون وقوع إصابات القنوية                       |
| الدرجة الثانية | كدمة كبيرة دون وقوع إصابة في القناة أو فقدان اللأنسجة     | - تمزق كبير دون وقوع إصابات في القناة أو فقدان الأنسجة. |
| الدرجة الثالثة | جزء بعيد ومتين تمّت إصابته                                 |                                                         |
| الدرجة الرابعة | الحزء القريب أو إصابة متينة، التي ليس لها علاقة بالأمبولة |                                                         |
| الدرجة الخامسة | تعطل/تهتك هائل في رأس البنكرياس                           |                                                         |

## التَشخيص
تشخيص هذا النوع من الإصابات يمكن أن يُشكل تحدياً صعباً، وَذلك بسبب موقع البنكرياس داخل البطن، لذلك يتم استخدام الموجات فوق الصوتية التي تُساعد في الكَشف عن السوائل حول موقع الإصابة، وَيمكن أيضاً استخدم التصوير المقطعي المُحوسب كأداة تشخيصية لا تستدعي إدخال الأدوات إلى الجسم وَلكن موثوقيته مُتدنية، وفي بعض الحالات وجدَ أنَّ التصوير المقطعي فشل في إيجاد الإصابات، وفي حالات أُخرى قلل من حدة خطورة الإصابة. كما ثبت أن مصل الأميلوز ذو فائدة محدودة في تشخيص الحالات خلال الساعات الثلاث الأولى من الإصابة، وقد يكون التعامل مع الإصابات البنكرياسية أمراً صعباً وذلك لتعرض أعضاء البطن الأخرى للإصابة أيضا كالكبد مثلاً، كما تظهر عدة أعراض شائعة بعد ساعات من الإصابة مثل عدم انتظام دقات القلب، وَانتفاخ البطن، وَألم في مُنتصف المعدة. وهُناك بعض المؤشرات التي تستدعي التدخل الجِراحي مُباشرةً كالتهاب الصفاق، وَانخفاض ضغط الدم وَاضطراب القناة البنكرياسية. وَبشكلٍ عام، تتم عملية فتح البطن من أجل رؤية الإصابة مباشرةً، ويعد هذا النهج الأدق بين أساليب التشخيص الأُخرى.

## العِلاج الجراحي
ويتم ذلك عندما لا تكون هناك إصابة في القناة البنكرياسية والعلاج بالإرقاء (وقف نزيف الدم) والنزح هما الشكلان الرئيسيان للعلاج عادةً. كما يتم القيام بالعلاج الجراحي عندما يكون هناك دليل أو اشتباه في إصابة القنوات. هذا النوع من الجراحة يعتمد على درجة الإصابة وقربها من الأوعية الدموية المساريقي التي تخدم البنكرياس. عندما تكون الإصابات ليست قريبة من الأوعية المساريقي، يمكن أن يتم استئصال البنكرياس البعيد.
يحفظ هذا الإجراء الكثير من اجزاء البنكرياس ويقلل من فقدانه للغددة الصماء كما يحافظ على وظائفه الإفرازية، ويستأصل البنكرياسي الإثناعشر في حالات اصابة البنكرياسي الإثناعشر الشديدة. وتشمل المضاعفات الشائعة بعد جراحة البنكرياس، ناسور البنكرياس، الخراج، وتَشكل كيسة كاذبة بنكرياسية. الإجراء الأولي للنزيف التحكم به وذلك عن طريق تغليفه.

## التاريخ
أول حالة سجلت لإصابة البنكرياس نشرت في مجلة لانسيت عام 1827، واعتبر الموت نتيجة للإصابة أمراً عالمياً في ذلك الوقت. وقد أجريت أول عملية ناجحة لعلاج البنكرياس المصاب عام 1904 من قبل غاري الذي نشر الحالة في السنة التي تلتها.

## المَراجع
1. 1 2 3 4  Degiannis E, Glapa M, Loukogeorgakis SP, Smith MD (يناير 2008). "Management of pancreatic trauma". Injury. ج. 39 ع. 1: 21–9. DOI:10.1016/j.injury.2007.07.005. PMID:17996869. مؤرشف من الأصل في 2019-12-10. اطلع عليه بتاريخ 2012-08-04.{{استشهاد بدورية محكمة}}:  صيانة الاستشهاد: أسماء متعددة: قائمة المؤلفين (link)
2. ↑  Brooks، A.؛ Shukla، A.؛ Beckingham، I. (2003). "Pancreatic trauma". Trauma. ج. 5: 1. DOI:10.1191/1460408603ta261oa.
3. 1 2 3 4  Boffard، Ken؛ Brooks، Adam (2001). "Pancreatic, splenic and duodenal injuries". Surgical Treatment: Evidence-Based and Problem-Oriented. Munich: Zuckschwerdt. NBK6884. مؤرشف من الأصل في 2019-12-15. {{استشهاد بكتاب}}: الوسيط غير المعروف |المحررين= تم تجاهله (مساعدة)
4. ↑  American Association for the Surgery of Trauma (from Moore EE, Cogbill TH, Malangoni MA et al (1990) J Trauma 30: 1427–1429)
5. 1 2 3  Subramanian، A.؛ Feliciano، D. V. (2007). "Pancreatic Trauma Revisited*". European Journal of Trauma and Emergency Surgery. ج. 34: 3. DOI:10.1007/s00068-007-7079-4.
6. 1 2 3 4  Khan MA, Cameron I (ديسمبر 2010). "The management of pancreatic trauma". Journal of the Royal Army Medical Corps. ج. 156 ع. 4: 221–7. DOI:10.1136/jramc-156-04-03. PMID:21275354. {{استشهاد بدورية محكمة}}: الوسيط |تاريخ الوصول بحاجة لـ |مسار= (مساعدة)
7. 1 2  Hess, Walter; Howard, John R. (2002). History of the pancreas: mysteries of a hidden organ. Kluwer Academic. ص. 363–96. ISBN:0-306-46742-9. مؤرشف من الأصل في 2020-02-12.{{استشهاد بكتاب}}:  صيانة الاستشهاد: أسماء متعددة: قائمة المؤلفين (link)
8. ↑  "Abstracts of Current Literature". Surgery, gynecology & obstetrics, Volume 1. Franklin H. Martin Memorial Foundation, American College of Surgeons: 285. سبتمبر 1905. مؤرشف من الأصل في 2020-02-12.
9. ↑  Demetrios Demetriades, Beat Schnüriger, and Galinos Barmparas. "49: Pancreatic injury". Surgical Management of Hepatobiliary and Pancreatic Disorders, Second Edition. ISBN:9781841847603. مؤرشف من الأصل في 2020-02-13. In 1904, Garre operated successfully on a patient with a transected pancreas.{{استشهاد بكتاب}}:  صيانة الاستشهاد: أسماء متعددة: قائمة المؤلفين (link)